# كاميرون مكيفوي
كاميرون مكيفوي (بالإنجليزية: Cameron McEvoy)، من مواليد 13 مايو 1994، هو سباح أسترالي، شارك في عدة بطولات ودورات، ومنها تحقيق 3 برونزيات لدورة الألعاب الأولمبية مابين عامي 2016 و2020.وفي أولمبياد باريس 2024 أحرز أول ميدالية ذهبية أولمبية في مسيرته، بفوزه بسباق 50 متر حرة، وبات أول أسترالي يفوز بذهبية هذه المسافة في الأولمبياد.